# Magnus Gullerud
Magnus Gullerud (født 13. november 1991 Skarnes i Sør-Odal, Norge) er en norsk håndboldspiller, som spiller for Kolstad Håndball og på Norges herrehåndboldlandshold.
Han deltog under EM i håndbold 2020 i Sverige/Østrig/Norge.